# Marije van Huigenbosch
Marije van Huigenbosch (n. 23 iunie 1993) este o sportivă ce a reprezentat Țările de Jos. A participat la Jocurile Olimpice pentru tineret din 2012 în care a câștigat o medalie de aur.

## Participări
Lista de mai jos prezintă principalele competiții la care a participat Marije van Huigenbosch de-a lungul carierei.
- Jocurile Olimpice pentru tineret din 2012[2]